# Patrick McDonnell
Patrick McDonnell (né le 17 mars 1956 à Elizabeth) est un auteur de bande dessinée américain principalement connu pour avoir créé en 1994 Earl & Mooch (anglais : Mutts), comic strip qu'il anime toujours en 2014. Il a reçu sept Prix Harvey du meilleur comic strip et quatre prix décernés par la National Cartoonist Society, dont le principal, le Prix Reuben, en 2000.

## Prix et récompenses
- 1992 : Prix de la carte de vœux et de l'illustration magazine de la National Cartoonists Society
- 1996 :  Prix Max et Moritz du meilleur comic strip pour Earl & Mooch
- 1997 : Prix du comic strip de la NCS pour Earl & Mooch
- 1997 :  Prix Adamson du meilleur auteur international pour l'ensemble de son œuvre
- 1998 : Prix Harvey du meilleur comic strip pour Earl & Mooch
- 2000 : Prix Reuben pour Earl & Mooch
- 2001 : Prix Harvey du meilleur comic strip pour Earl & Mooch
- 2002 : Prix Harvey du meilleur comic strip pour Earl & Mooch
- 2003 : Prix Harvey du meilleur comic strip pour Earl & Mooch
- 2005 : Prix Harvey du meilleur comic strip pour Earl & Mooch
- 2009 : Prix Harvey du meilleur comic strip pour Earl & Mooch
- 2010 : Prix Harvey du meilleur comic strip pour Earl & Mooch
- 2011 : Prix humanitaire Bob Clampett